# Bulbophyllum micropetaliforme
Bulbophyllum micropetaliforme är en orkidéart som beskrevs av Leite. Bulbophyllum micropetaliforme ingår i släktet Bulbophyllum och familjen orkidéer. Inga underarter finns listade i Catalogue of Life.